# Земельный суд Фельдкирха

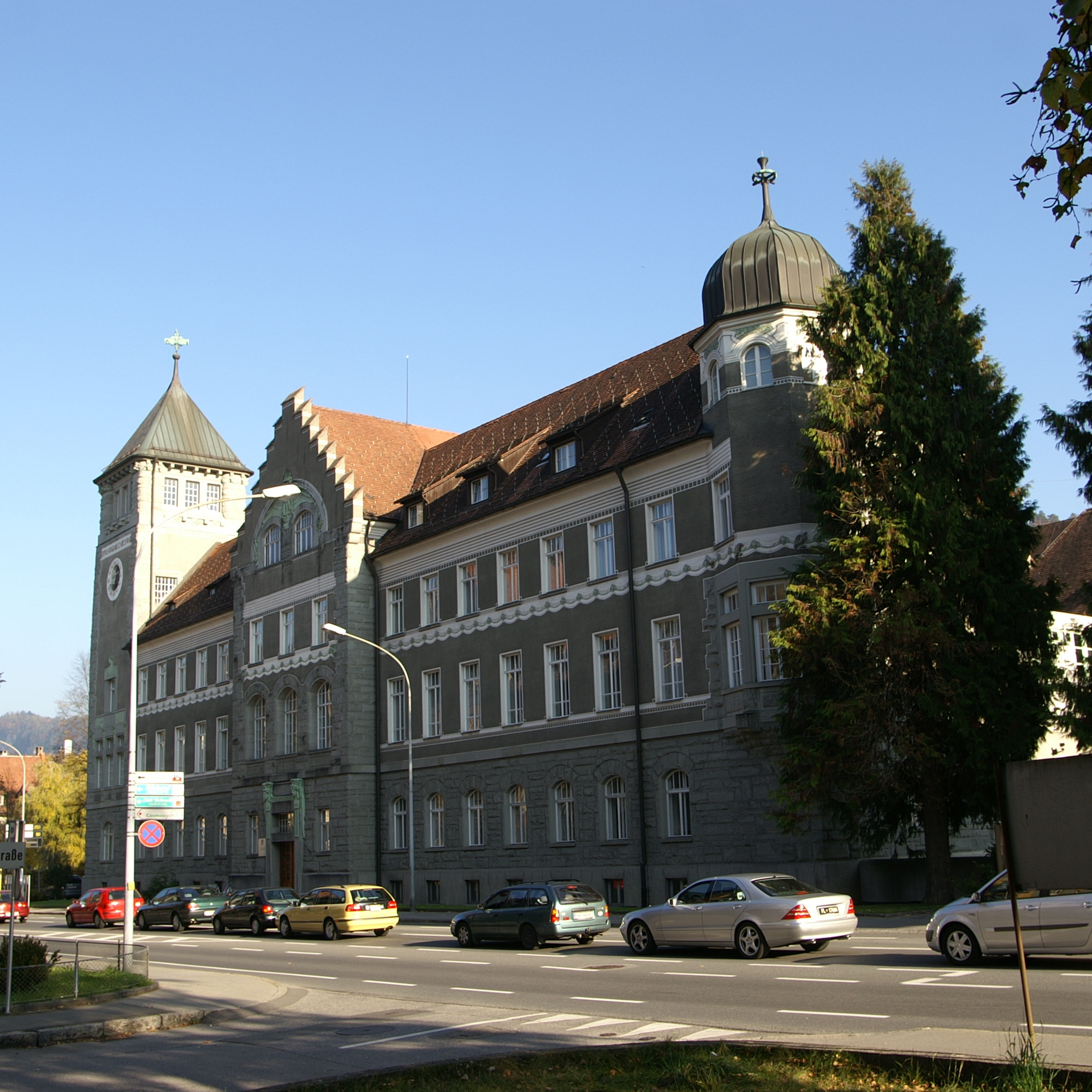
Земельный суд Фельдкирха на Шиллерштрасе, 1

Земельный и районный суды Фельдкирха

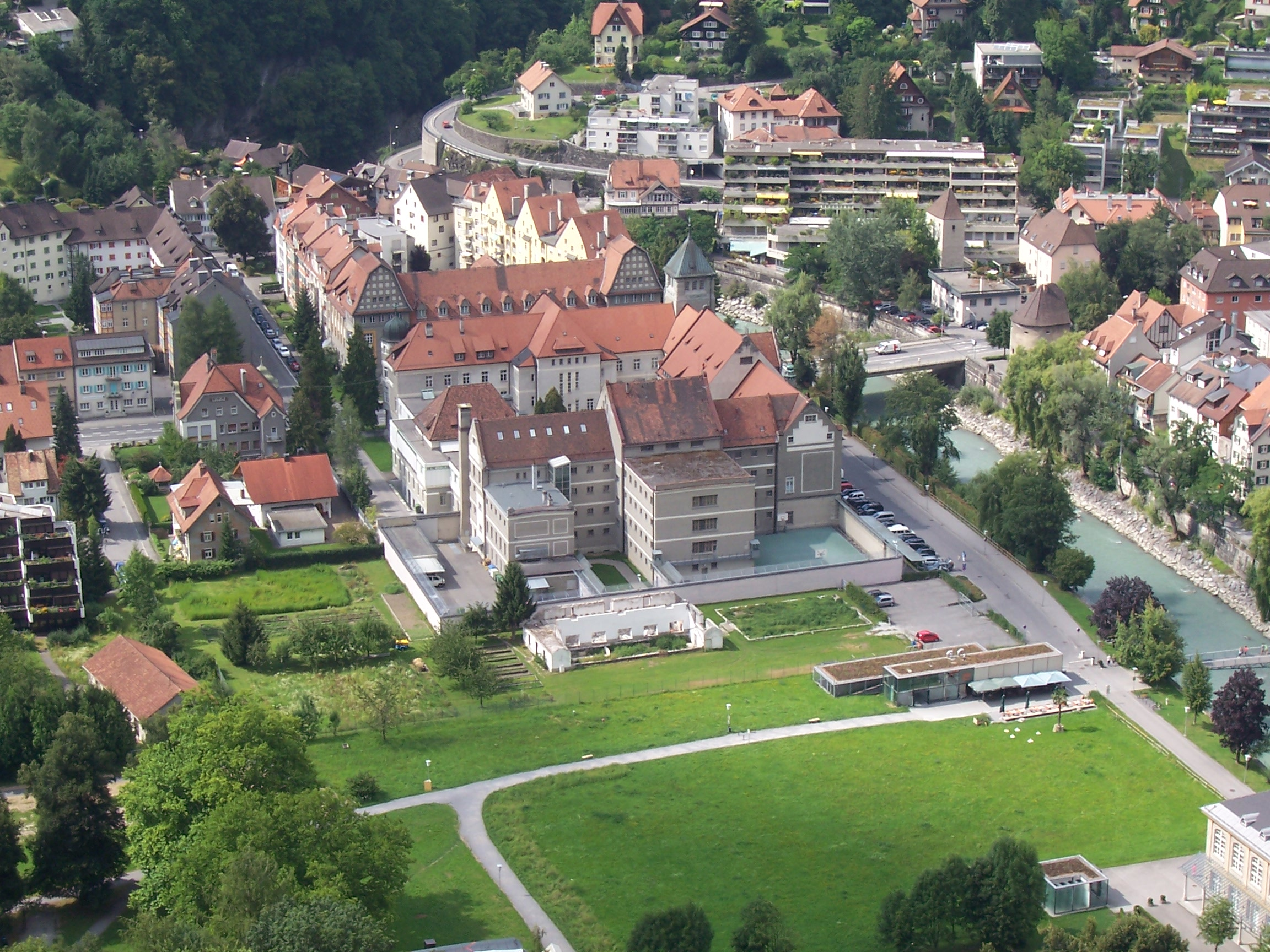
Тюрьма в Фельдкирхе (задний фасад Земельного суда Фельдкирха)

Земельный суд Фельдкирха (нем. Landesgericht Feldkirch (LG Feldkirch)) — государственный региональный суд компетентной юрисдикции федеральной земли Форарльберг. Суд расположен в городе Фельдкирх в историческом здании суда на берегу реки Илль. 
Адрес суда: 6800 Фельдкирх, Шиллерштрасе, 1, тел. +43 5 76014 343.
Географические координаты Земельного суда Фельдкирха: 47°14′11″ с. ш. 9°35′34″ в. д.
Руководство суда (2016):
- Председатель земельного суда — Доктор Хайнц Бильдштайн;
- заместитель председателя суда — Магистр Ангелика Прехтль-Марте;
- администратор суда — Райнхард Хубер.

## Полномочия суда
Земельный суд Фельдкирха является судом региональной инстанции и  рассматривает уголовные и гражданские дела, поступающих от шести, существующих в настоящее время, районных судов Форарльберга. Он также рассматривает гражданские правовые отношения (за редкими исключениями) с суммами спора более 15000 евро. Кроме того, Земельный суд Фельдкирха, рассматривает апелляции на постановления районных судов Форарльберга, а также рассматривает дела по трудовому и социальному законодательству Австрии в федеральной земле Форарльберг независимо от суммы спора. Ведение реестра всех компаний, созданных в Форарльберге, также является прерогативой для Земельного суда Фельдкирха.
Территориальная юрисдикция Земельного суда Фельдкирха охватывает всю федеральную землю Форарльберг. Кроме того, земельный суд, является единственным австрийским государственным судом региональной инстанции, расположенным не в административном центре федеральной земли. Вышестоящим судом для него является Высший земельный суд Инсбрука.

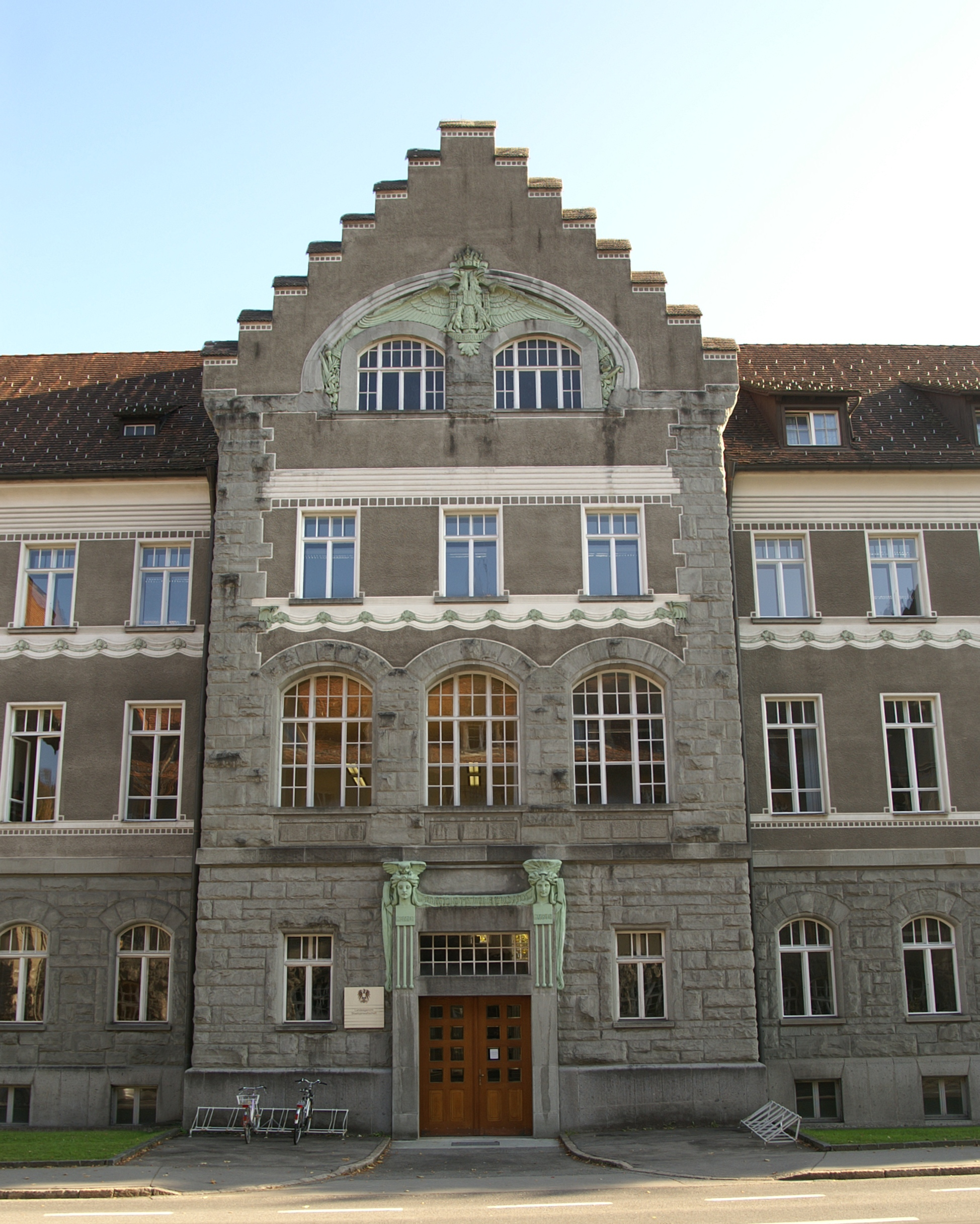
Главный фасад Земельного суда Фельдкирха (Шиллерштрасе, 1)

⇑

## Здание суда
Земельный суд Фельдкирха в настоящее время располагается в здании на Шиллерштрасе, 1.
На первом этаже в здании суда слева от входа офис № 40, а справа — сервисный центр (№ 29), департамент труда и социального обеспечения (комнаты 28 и 26), библиотека (№ 25), департамент банкротства (№ 19) и переговорные залы 15 и 21. Также на первом этаже здания размещаются криминальные ведомства (комнаты 48, 49 и 50), бухгалтерия (№ 64), переговорные залы 45, 52, 53, 56 и 58 и система видеоконференций (зал заседаний 59).
На втором этаже — гражданские и гражданские апелляционные отделы (№ 73), отдел районного суда (комната 81) и библиотека (№ 84).
Регистрация бизнеса производится в цокольном этаже дома на Шиллерштрасе, 2 (нем. Schillerstraße 2) (бывший орган регионального финансирования).
Для людей с ограниченными физическими возможностями предусмотрена возможность пользоваться лифтом.
⇑

## История

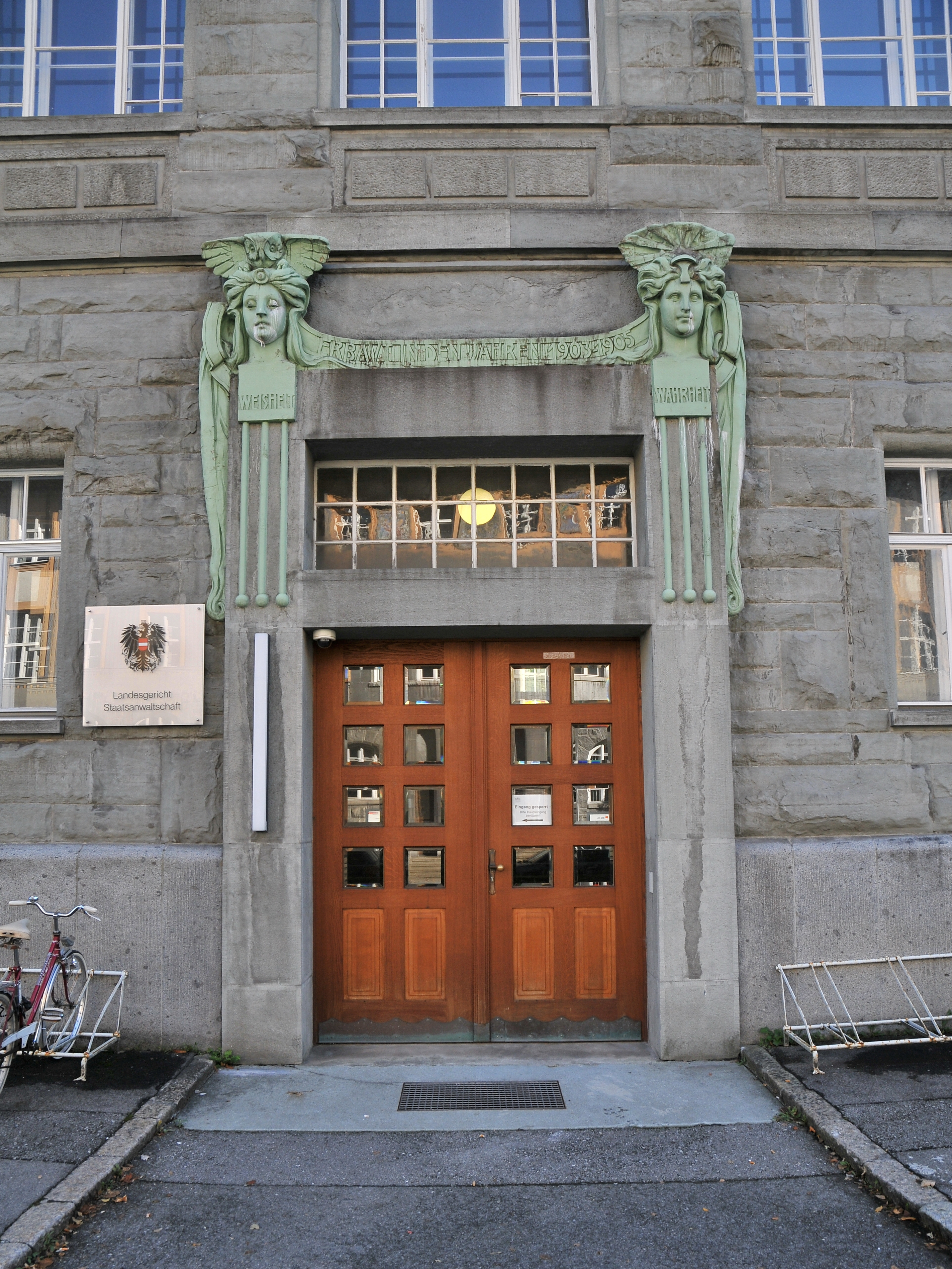
Центральный вход в Земельный суд Фельдкирха

Офисное здание Земельного суда Фельдкирха было разработано по проекту известного модерн-архитектора Венской школы Эрнста Диттриха и построено между 1903 и 1905 годами как имперский районный суд. Фасад здания суда был подвергнут в 1981-84 годах тщательной и масштабной реконструкции. В юго-восточном крыле, структурно связанным с историческим зданием суда, располагается единственная тюрьма федеральной земли Форарльберг. В здании суда также располагаются помещения прокурора Фельдкирха.
⇑

## Доказательства и источники
- Австрийская информационная система Rechtsinformationssystem des Bundes (RIS)  (нем.)
- Исторические законы и нормативные акты ALEX Historische Rechts- und Gesetzestexte Online  (нем.)
- Географические справочники, 1903÷1908 GenWiki  (нем.)
- Географические справочники GenWiki  (нем.)
- Австрия GenWiki  (нем.)
- Региональный научно-исследовательский портал GenWiki  (нем.)

⇑

## Внешние ссылки
- Немецко-русский переводчик, Google
- Земельный суд Фельдкирха на веб-сайте Министерства юстиции Австрии  (нем.)
- Географические координаты Земельного суда Фельдкирха: 47°14′11″ с. ш. 9°35′34″ в. д.HGЯO

## Лицензия
- Лицензия: Namensnennung 3.0 Österreich (CC BY 3.0 AT)  (нем.)